# Nevado Mismi
De Nevado Mismi is een stratovulkaan in de Peruviaanse Andes met een hoogte 5.597 meter. De Nevado Mismi ligt op 700 kilometer ten zuidoosten van Lima en op 160 kilometer ten westen van het Titicacameer.

## Jean-Michel Costeau
In 1982 deed Jean-Michel Cousteau een expeditie op de rivier de Amazone van monding tot bron en maakte een 6 uur lange documentaire hierover met de Engelse titel Cousteau's Amazon die een jaar later uitkwam.

## Amazone
Het smeltwater vanaf de berg stroomt als een beekje verder en vormt de bron van de Apurímac, de bronrivier van de Amazone.

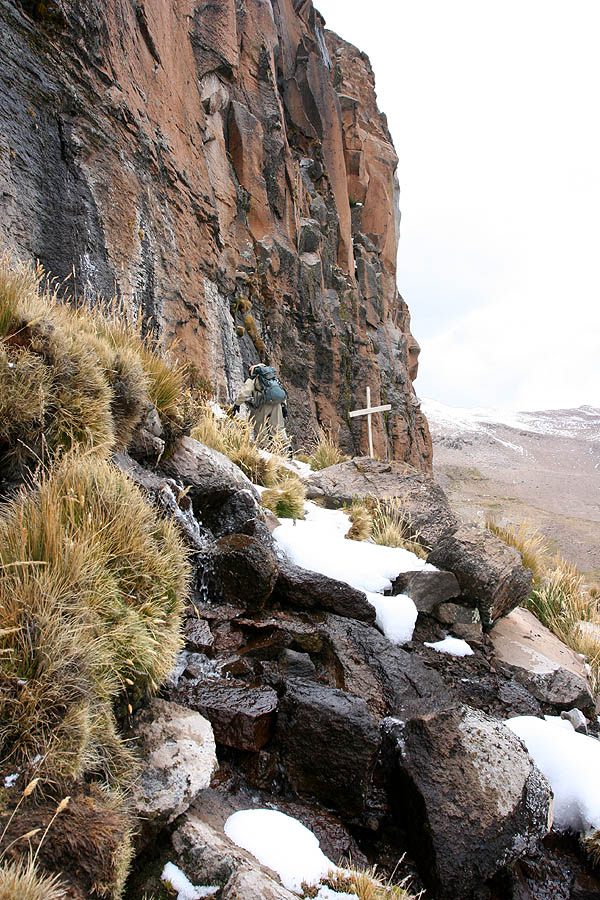
Oorsprong van de Amazone